# 十枚山
十枚山（じゅうまいさん）は、山梨県南巨摩郡南部町と静岡県静岡市葵区にまたがる山である。標高1,726mの上十枚山と、1,732mの下十枚山からなる双耳峰だが、国土地理院の地形図では上十枚山を十枚山としている。
静岡県側は、奥大井県立自然公園に指定されている。

## 概要
安倍川の東側に連なる安倍東山稜と呼ばれる山域に属する。上十枚山は展望が良いため訪れる人が多い。下十枚山山頂は展望がないが、北に５分ほど進むと、南アルプスが一望できる。下十枚山の南に位置する岩岳付近では、５月下旬から６月上旬にかけてシロヤシオの群落が見られる。登山道は東側の南部町からと、西側の静岡市葵区中の段からあるほかに、安倍東山稜の縦走ルートがある。ヒルがいる山域のため、梅雨時期にはヒルへの対策をする必要がある。

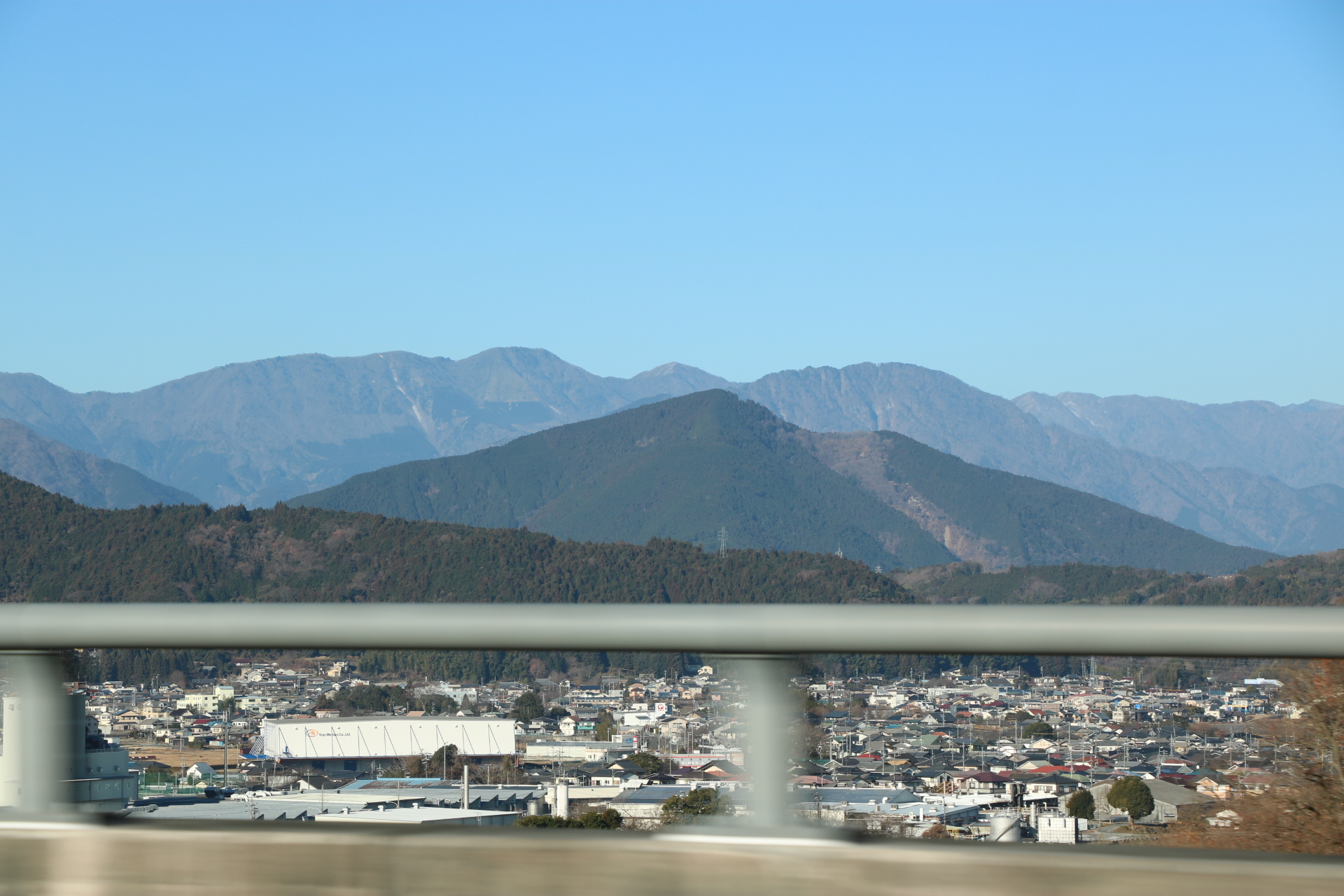
東南東から見た十枚山（奥）。手前は篠井山。十枚山の山頂は篠井山の山頂のすぐ左上の部分。新東名高速道路富士川橋梁付近から。

## 周辺の山
- 大光山
- 八紘嶺
- 大谷嶺
- 山伏
- 篠井山